# Madurai
Madurai (tamilska izgovorjava: [mɐðuɾɐi̯]) je večje mesto v indijski zvezni državi Tamil Nadu. Je kulturna prestolnica Tamil Naduja in upravni sedež okrožja Madurai. Po popisu prebivalstva leta 2011 je bilo to tretje največje urbano aglomeracijo v Tamil Naduju za Čenajem in Coimbatorejem ter 33. najbolj naseljeno mesto v Indiji. Madurai, ki je na bregovih reke Vaigai, je že dve tisočletji velika naselbina in ima več kot 2500-letno dokumentirano zgodovino. Pogosto ga imenujejo Thoonga Nagaram, kar pomeni »mesto, ki nikoli ne spi«.
Madurai je tesno povezan s tamilskim jezikom. V mestu naj bi potekal tretji tamilski Sangam, velika kongregacija tamilskih učenjakov. Zapisana zgodovina mesta sega v 3. stoletje pr. n. št., omenjata jo Megasthen, grški veleposlanik v Maurijskem cesarstvu in Kautilja, minister maurijskega cesarja Čandragupta Maurija. Znaki človeških naselbin in rimskih trgovskih povezav iz leta 300 pr. n. št. so razvidni iz izkopavanj indijskega Arheološkega zavoda v Manalurju. Mesto naj bi bilo zelo staro in so mu v različnih obdobjih vladali Pandije, Čole, Madurajski sultanat, imperij Vidžajanagar, Madurajski Najaki, Karnatsko kraljestvo in Britanska vzhodnoindijska družba, Britanski Raj.
Mesto ima številne zgodovinske spomenike, med katerimi so najpomembnejši tempelj Kodal Azhagar, tempelj Menakši in Thirumalai Najakar Mahal. Madurai je pomembno industrijsko in izobraževalno središče v Južnem Tamil Naduju. Je dom različnih industrij avtomobilske, gumarske, kemične in granitne industrije.
Madurai ima pomembne vladne izobraževalne ustanove, kot so Madurai Medical College, Homeopathic Medical College, Madurai Law College, Agricultural College in Research Institute. Mesto Madurai upravlja občinska korporacija, ustanovljena leta 1971 v skladu z Zakonom o občinski korporaciji. Mesto pokriva površino 147,97 km² in je leta 2011 imelo 1.470.755 prebivalcev. Mesto je tudi sedež višjega sodišča v Madrasu.

## Etimologija
Po mnenju Iravathama Mahadevana tamilsko-brahmijski napis iz 2. stoletja pr. n. št. omenja mesto kot matiraj, staro tamilsko besedo, ki pomeni 'obzidano mesto'.
Madurai je eno od mnogih tempeljskih mest v državi, ki je dobilo ime po nasadih, grozdih ali gozdovih, v katerih prevladuje določena sorta drevesa ali grma, in ista sorta drevesa ali grma, ki daje zavetje predsedujočemu božanstvu. Regija naj bi bila prekrita z gozdom Kadamba in se zato imenuje Kadambavanam. Mesto se imenuje z različnimi imeni, vključno z Madurai, Kodal, Maligai Managar, Nanmadakodal in Thirualavai. Menijo, da je Madurai izpeljanka besede Marutham, ki se nanaša na tip pokrajine iz obdobja Sangam. Mesto v sosednjem okrožju Dindigul se imenuje Vada Madurai (Severni Madurai), drugo v okrožju Sivagangai pa se imenuje Manamadurai. Različna imena, s katerimi se je mesto omenjalo v zgodovini, so navedena v pesmi Thiruvilayaadal Puranam iz 7. stoletja, ki jo je napisal Paranjothi Munivar. Vaišnavska besedila omenjajo Madurai kot 'južno Mathuro', verjetno podobno kot Tenkasi (južni Kaši).
Kodal pomeni skupščina ali kongregacija učenjakov, ki se nanaša na tri tamilske sangame v Maduraju. Nanmadakodal, pomeni 'stičišče štirih stolpov', se nanaša na štiri glavne templje, po katerih je bil Madurai znan. Madurai je v prvi vrsti veljal za vaišnavsko mesto. Sangamska literatura omenja tempelj Kodal Azhagar v središču mesta. Zgodovinarji so mnenja, da se tempelj Koodal Azhagar omenja v literaturi Sangam (3. stoletje pr. n. št. - 3. stoletje n. št.) v delih, kot so Madurai Kanči Mangudija Marudana, Paripāṭal, Kaliththokai in Silapatikaram. Madurai Kanči podrobno opisuje festival Thiruvonam, ki se praznuje v templju. Tempelj Koodal Azhagar je čaščen v Nalajira Divja Prabhandam, vaišnavskem kanonu od 5. do 9. stoletja, avtorji Periyalvar, Thirumalisai Alvar in Thirumangai Alvar. Tempelj je razvrščen kot Divja Desams, eden od 108 Višnujevih templjev, ki so omenjeni v knjigi. V 18. in 19. stoletju je tempelj omenjen v več delih, kot je 108 Tirupathi Anthathi Divja Kavi Pilai Perumal Aijangar in Kodal Sthala Purana. Tevaram, tamilske kompozicije iz 7. ali 8. stoletja o Šivi, ki so jih napisali trije ugledni Najanari (Saiviti) in sicer Apar, Sundarar in Thirugnanasambandar, naslavljajo mesto kot Thirualavai.

## Zgodovina
Madurai je omenjen v budističnem besedilu Mahavamsa, da se je v 6. stoletju pr. n. št. princ Vidžaja (543–505 pr. n. št.) poročil s hčerko kralja Panduja iz Maduraja in 700 moških princa Vidžaja se je poročilo s 700 dekleti iz Maduraja. Princesa in dekleta so bile z ladjami poslane na Šrilanko z dragocenimi predmeti in pristale so v MahaTitha, današnjem Manarju.
Madurai je bil naseljen vsaj od 3. stoletja pred našim štetjem. Megasthen je morda obiskal Madurai v 3. stoletju pr. n. št., pri čemer je mesto v njegovih poročilih omenjeno kot Methora. To stališče oporekajo nekateri učenjaki, ki verjamejo, da se Methora nanaša na severnoindijski mesto Mathura, saj je bilo veliko in uveljavljeno mesto v Maurjskem cesarstvu. Madurai je omenjen tudi v Kautilijinem (370–283 pr. n. št.) Arthashastra. Sangamska literatura, kot je Maturaikāñci, beleži pomen Maduraja kot glavnega mesta dinastije Pandjan. Madurai je omenjen v delih rimskih zgodovinarjev Plinija mlajšega (61 – ok. 112 n. št.), Ptolemaja (ok. 90 – ok. 168 n. št.), grškega geografa Strabona (64/63 pr. n. št. – ok. 24 n. š.) in tudi v Periplusu Eritrejskega morja.
Po dobi Sangam je večina današnjega Tamil Naduja, vključno z Madurajem, prišla pod vladavino dinastije Kalabhra, ki so jo okoli leta 590 n. št. izpodrinili Pandije. Dinastija Čola je v zgodnjem 9. stoletju iz Maduraja izrinila Pandije. Mesto je v 12. stoletju potekalo v boju med Čolami in Pandijami, ki so do zgodnjega 13. stoletja večkrat zamenjali lastnika, ko je bilo ustanovljen drugi Pandjanski imperij z Madurajem kot glavnim mestom. Po smrti Kulasekara Pandjana (1268–1308 n. št.) je Madurai prišel pod oblast Delhijskega sultanata. Madurajski sultanat se je nato odcepil od Delhija in deloval kot neodvisno kraljestvo do postopne priključitve imperiju Vidžajanagara leta 1378. Madurai je postal neodvisen leta 1559 pod Najaki. Vladavina Najakov se je končala leta 1736 in Madurai so sredi 18. stoletja večkrat zavzeli Čanda Sahib (1740–1754), Arcot Navab in Muhamed Jusuf Kan (1725–1764).
Leta 1801 je Madurai prešel pod neposredni nadzor Britanske vzhodnoindijske družbe in je bil priključen predsedstvu Madrasa. Britanska vlada je donirala tempelj Menakši in sodelovala pri hindujskih festivalih v zgodnjem delu svoje vladavine. Mesto se je v 19. in 20. stoletju razvilo kot politični in industrijski kompleks, da bi postalo okrožni sedež večjega okrožja Madurai. Leta 1837 so Britanci porušili utrdbe okoli templja. Jarek je bil izsušen, ruševine pa so bile uporabljene za gradnjo novih ulic – ulic Veli, Marat in Perumaal Mesthiri. Mesto je bilo ustanovljeno kot občina leta 1866 v skladu z Zakonom o izboljšanju mesta iz leta 1865. Britanska vlada se je soočila s prvimi težavami v prejšnjem obdobju ustanavljanja občinske meje zemljišč in pobiranja davkov v okrožjih Madurai in Dindigul pod neposredno upravo vladnih uradnikov. Mesto, skupaj z okrožjem, je bilo ponovno pregledano med letoma 1880 in 1885, nato pa je bilo v obeh okrožjih sestavljenih pet občin in za lokalno upravo ustanovljenih šest talukov. V mestu Madurai so bile ustanovljene policijske postaje, kjer je bil sedež okrožnega nadzornika.
Bilo je leta 1921 v Maduraju, ko je Mahatma Gandhi, najpomembnejši voditelj indijskega nacionalizma v Indiji pod britansko vladavino, prvič prevzel pregrinjalo kot svoj način oblačenja, potem ko je videl, kako ga nosijo kmetijski delavci. Voditelji gibanja za neodvisnost v Maduraju so bili N. M. R. Subbaraman, Karumuttu Thiagarajan Chettiar in Mohammad Ismail Sahib. Zakon o dovoljenju in odškodnini za vstop v templje, ki ga je leta 1939 sprejela predsedniška vlada Madrasa pod vodstvom C. Rajagopalacharija, je odstranil omejitve, ki so Šanarom in Dalitom prepovedovale vstop v hindujske templje. Gibanje za vstop v tempelj je v templju Madurai Menakši prvič vodil aktivist za neodvisnost A. Vaidyanatha Iyer leta 1939.
Leta 1971 je bila občina Madurai nadgrajena v občinsko korporacijo. Leta 2011 je korporacija Madurai razširila območje svoje pristojnosti z dvainsedemdesetih na sto oddelkov, kar pomeni povečanje površine z 51,82 kvadratnih kilometrov na 147.997 kvadratnih kilometrov.

## Arhitektura
Madurai je zgrajen okoli templja Kodal Azhagar in templja Menakši, ki sta delovala kot geografsko in obredno središče starodavnega mesta Madurai. Mesto je razdeljeno na več koncentričnih štirikotnih ulic okoli templja. Visvanatha Najak (1529–1564 n. št.), prvi kralj Madurai Najak, je preoblikoval mesto v skladu z načeli, ki jih je določil Šilpa Šastra (sanskrt śilpa śāstra, kar pomeni pravila arhitekture), povezanih z urbanističnim načrtovanjem. Ti trgi ohranjajo svoja tradicionalna imena ulic Aadi, Čitirai, Avani-mola in Masi, ki ustrezajo imenom tamilskih mesecev in tudi povezanim festivalom.
Tempeljski prakarami (zunanji prostori templja) in ulice so prilagojeni dovršenemu koledarju festivalov, v katerem dramatične procesije obkrožajo svetišča na različnih razdaljah od središča. Tempeljske kočije, ki se uporabljajo v procesijah, so postopoma večje glede na velikost koncentričnih ulic. Starodavni tamilski klasiki opisujejo tempelj kot središče mesta, okoliške ulice pa so videti kot lotos in njegovi cvetni listi. Osi mesta so bile poravnane s štirimi četrtinami kompasa in štiri vrata templja so omogočala dostop do njega. Bogati in višji sloji družbe so bili nameščeni na ulicah blizu templja, najrevnejši pa na obrobnih ulicah. S prihodom britanske vladavine v 19. stoletju je Madurai postal sedež velikega kolonialnega političnega kompleksa in industrijsko mesto; z urbanizacijo so se družbeni hierarhični razredi poenotili.

## Geografija
Korporacija Madurai ima površino 147,97 kvadratnih kilometrov.
Madurai leži na 9°56′N 78°07′E / 9.93°N 78.12°E. Ima povprečno nadmorsko višino 134 metrov. Mesto je na rodovitni ravnici reke Vaigai, ki teče v smeri severozahod–jugovzhod skozi mesto in ga deli na dve skoraj enaki polovici. Hribi Sirumalai in Nagamalai ležijo severno in zahodno od Maduraja. Zemljišča v mestu in njegovi okolici se v veliki meri uporabljajo za kmetijsko dejavnost, ki jo spodbuja jez Perijar. Madurai leži jugovzhodno od Zahodnih Gatov, okoliško območje pa zavzema ravnice južne Indije in vsebuje več gorskih vzpetin. Vrsta tal v osrednjem Maduraju so pretežno ilovnata, medtem ko sta rdeča ilovica in črni bombažni tipi močno razširjeni na zunanjih obrobjih mesta. Neoluščen riž je glavni pridelek, sledijo mu stročnice, proso, oljna semena, bombaž in sladkorni trs.
Kot je značilno za Tamil Nadu, ima Madurai tropsko savansko podnebje (Köppen Aw/As), čeprav meji na vroče polsušno podnebje (BSh).
Madurai je vroč in suh osem mesecev na leto. Hladni vetrovi so februarja in marca kot v sosednjem Dindigulu. Najbolj vroči meseci so od marca do julija. V mestu je od avgusta do oktobra zmerno podnebje, ki ga ublažijo močni dež in nevihte, od novembra do februarja pa nekoliko hladnejše podnebje. Megla in rosa sta redki, pojavita se le pozimi. Ker je enako oddaljen od gora in morja, ima podoben monsunski vzorec kot severovzhodni in jugozahodni monsun, pri čemer prvi zagotavlja več dežja od oktobra do decembra. Povprečna letna količina padavin za okrožje Madurai je približno 85,76 cm.
Temperature poleti običajno dosežejo največ 42 °C in najmanj 26,3 °C, čeprav temperature do 43 °C niso neobičajne. Zimske temperature se gibljejo med 29,6 °C in 18 °C. Študija, ki temelji na podatkih, ki so bili na voljo pri indijskem meteorološkem oddelku za Madurai v obdobju 62 let, kaže trend naraščanja atmosferske temperature nad mestom Madurai, ki ga pripisujejo urbanizaciji, rasti vozil in industrijski dejavnosti. Najvišja temperatura 42 °C v desetletju od 2001 do 2010 je bila zabeležena leta 2004 in 2010.

### Demografija
Po popisu iz leta 2011, ki je temeljil na omejitvah pred širitvijo, je imelo območje, ki ga pokriva Corporation of Madurai, 1.017.865 prebivalcev s spolnim razmerjem 999 žensk na vsakih 1.000 moških, kar je veliko nad nacionalnim povprečjem 929. 100.324 jih je bilo mlajših od šest let, od tega 51.485 moških in 48.839 žensk. Vpisane kaste in vpisana plemena so predstavljale 6,27 % oziroma 0,31 % prebivalstva. Povprečna pismenost v mestu je bila 81,95 % v primerjavi z državnim povprečjem 72,99 %. Urbana aglomeracija Madurai je imela 1.465.625 prebivalcev in je tretja največja v Tamil Naduju in 31. v Indiji.

## Gospodarstvo
Madurai je bil tradicionalno agrarna družba z riževimi polji kot glavnim pridelkom. Pridelovanje bombaža v regijah s črno prstjo v okrožju Madurai je bilo uvedeno med vladavino Najaka v 16. stoletju, da bi povečali prihodke od kmetijstva. Polja neoluščenega riža, ki so v delti Vaigai čez severni Madurai, Melur, Nilakotai in Uthamapalajam, so znana kot »pasovi neoluščenih polj z dvojnim pridelkom«. Kmetje v okrožju svoj dohodek dopolnjujejo s pomožnimi produkti, kot so mleko, perutnina, lončarstvo, opekarstvo, tkanje rogoznic in mizarstvo. Madurai je znan po svojih nasadih jasmina, imenovanih Madurai Malli, ki se večinoma vzgaja ob vznožju hribovja Kodaikanal in se z njim trguje na jutranji tržnici cvetja v Maduraju. Povprečno 2000 kmetov dnevno prodaja rože na cvetlični tržnici.
Madurai je eno redkih območij gojenja kavčuka v južni Indiji in v Maduraju so industrije, ki temeljijo na kavčuku. Rokavice, športni izdelki, tepihi, drugi uporabni izdelki in avtomobilske gumene komponente so izdelki, ki jih te industrije največ proizvajajo. Proizvajalci avtomobilov so glavni porabniki gumijastih komponent, proizvedenih v mestu. V Maduraju delujejo številne tekstilne, granitne in kemične industrije. Madurai je promoviran kot mesto II. stopnje za IT in industrijo.

## Kultura in turizem
Madurai se popularno imenuje Thonga Nagaram, kar pomeni »mesto, ki nikoli ne spi«, zaradi aktivnega nočnega življenja. Mesto privablja veliko število turistov iz države in tujine. Leta 2010 je Madurai obiskalo približno 9.100.000 turistov, od tega 524.000 tujcev. Kompleks palače Thirumalai Najakar Mahal je v indo-saracenskem slogu zgradil Thirumalai Najakar leta 1636. Je nacionalni spomenik, ki ga vzdržuje Arheološki oddelek Tamil Nadu. Dnevna zvočna in svetlobna predstava, ki jo organizira oddelek, pojasnjuje vrline kralja Thirumalaja in značilnosti palače. Palača Rani Mangamma je bila prenovljena za eno od petih Gandhi Sanghralajas (Gandhijev spominski muzej, Madurai) v državi. Vključuje del okrvavljenega oblačila, ki ga je nosil Gandhi, ko ga je ubil Nathuram Godse. Obisk Martina Luthra Kinga mlajšega v muzeju ga je navdihnil, da je vodil miroljubne proteste proti diskriminaciji.
Prebivalci Maduraja praznujejo številne festivale, ki vključujejo Menakši Tirukaljanam, festival Čitirai in festival kočij. Letni 10-dnevni festival Menakši Tirukaljanam, imenovan tudi festival Čitirai, ki ga vsako leto praznujemo med aprilom in majem, privabi 1 milijon obiskovalcev. Legenda pravi, da je hindujski bog Višnu kot Alagar jahal na zlatem konju v Madurai, da bi se udeležil nebesne poroke Menakšhi (Parvati) s Sundarešvararjem (Šiva). Med festivalom kočij praznična idola Menakšija in Sundarešvara v procesiji odnesejo v zrcalno komoro in jih za devet dni postavijo na gugalnico. Festival Avanimoolam se praznuje v mesecu septembru, ko se recitira 64 svetih iger hindujskega boga Šive, tiruvilajadal. Festival Theporčavam ali festival lebdenja se praznuje v mesecu januarju in februarju, na dan polne lune tamilskega meseca v Tajski, da bi proslavili obletnico rojstva kralja Thirumalaia Najaka. Okrašene ikone Menakši in njenega soproga se v procesiji odnesejo iz templja Menakši v Mariaman Tepakulam. Ikone lebdijo v rezervoarju na splavu, okrašenem z rožami in utripajočimi lučkami.